# Christian Baudelot

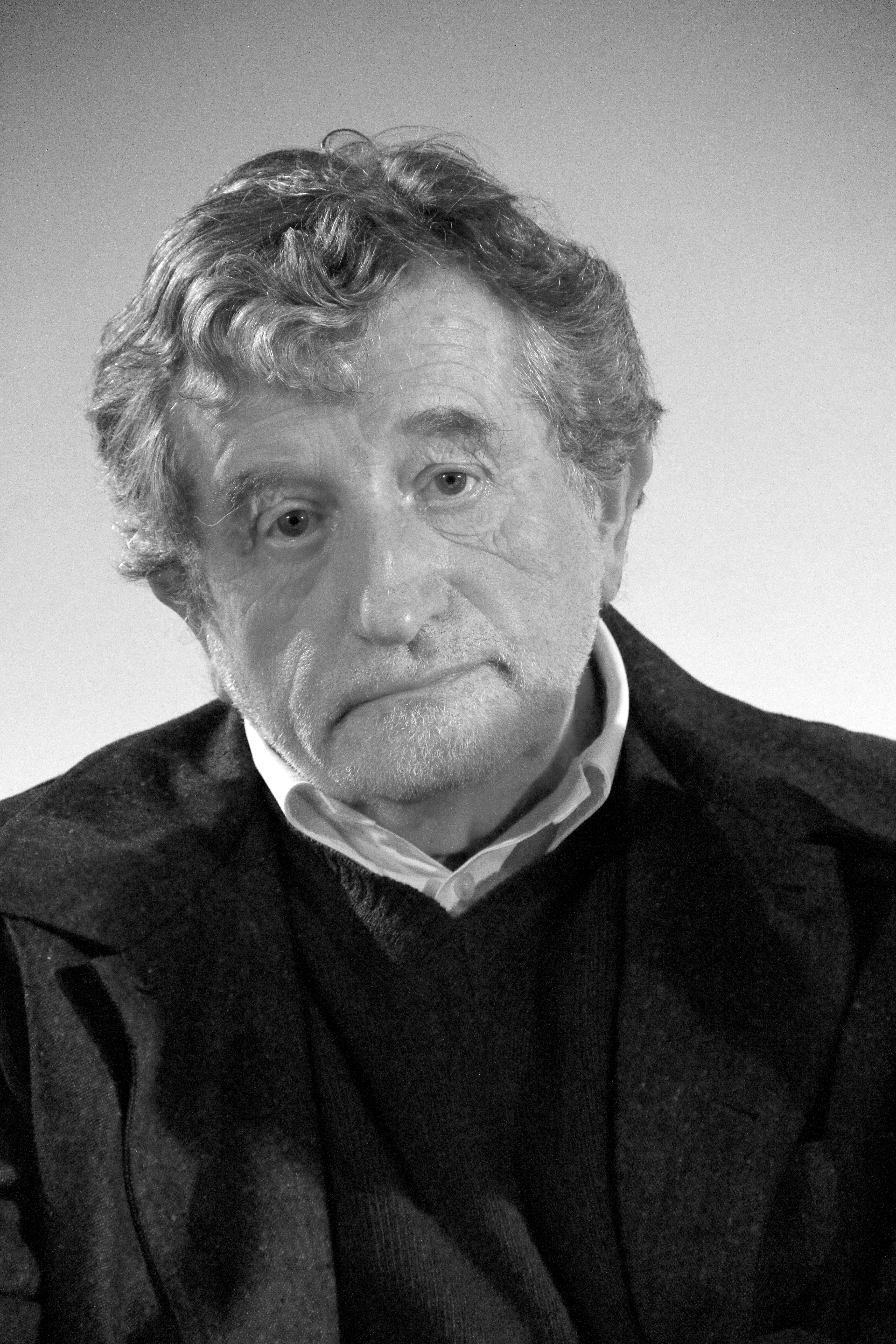
Christian Baudelot, 2013

Christian Baudelot (* 9. Dezember 1938 in Paris) ist ein französischer Soziologe und emeritierter Professor an der École normale supérieure in Paris.
In der ersten Phase seiner akademischen Karriere stand er der Philosophie von Louis Althusser nahe. Später orientierte er sich mit seinen Untersuchungen zur Bildungssoziologie an Pierre Bourdieu.
Nach Studium und Promotion (1982) war Baudelot Assistent an der Yale University und forschte dann unter Raymond Aron und Bourdieu am Centre de Sociologie Européenne. Danach leistete er seinen Wehrdienst ab. Es folgten Lehrtätigkeiten an verschiedenen französischen Hochschulen. 1984 wurde er Professor für Soziologie an der Universität Nantes, 1990 wechselte er an die École Normale Supérieure.

## Werke (Auswahl)
- mit Roger Establet, L'école capitaliste en france, François Maspero 1972
- mit Roger Establet, L'École primaire divise..., Maspero, 1975 ISBN 978-2707107695
- mit Olga Baudelot, Une promenade de santé : L'histoire de notre greffe, Stock, 2008 ISBN 978-2234061354
- mit Roger Establet: Suicide: The Hidden Side of Modernity. Wiley & Sons, 2008 ISBN 9780745640570
- Travail et classes sociales : la nouvelle donne, Rue d'Ulm, 2010 ISBN 978-2728804382
- "Briser des solitudes". Les dimsions psychologiques, morales et corporelles des rapports de classe chez Pierre Bourdieu et Annie Ernaux, in Annie Ernaux, une œuvre de l'entre deux. Fabrice Thumerel Hg., Artois Presses Université, 2004, S. 165–177